# كيجي موراكامي
كيجي موراكامي (باليابانية: 村上 景司) (مواليد 14 سبتمبر 2002) هو لاعب كرة قدم ياباني.

## وصلات خارجية
- كيجي موراكامي على موقع رابطة كرة القدم اليابانية للمحترفين (اليابانية)
- كيجي موراكامي على موقع Soccerway.com (الإنجليزية)